# Ignatius Gumpp
Ignatius Gumpp auch Ignaz Gumpp (* 1691 in Bräunlingen; † 11. April 1763 in Gurtweil) war ein Benediktiner, Theologe, Prior, Propst und Geschichtsschreiber. Er ist nicht zu verwechseln mit seinem Mitbruder, dem Priester Laurentius Gump (* 1698 in Bettmaringen).

## Leben
Ignatius Gumpp studierte an der Alten Universität Salzburg und war dann Lehrer für Theologie und Humanitas der Klosterschule in St. Blasien. 1715 wurde er zum Priester geweiht. Unter Abt Blasius II. wurde er Sacellarius, begleitete ihn auch auf seinen Botschaftsreisen, unter anderem nach Wien. Unter Franz II. Schächtelin war er Registrator. Er wurde Propst über das Kloster Berau, für vier Jahre Prior in St. Blasien, zehn Jahre Superior in Todtmoos, Propst in Bürgeln, dann wieder Propst in Berau und zuletzt Propst in Gurtweil. Mit Stanislaus Wülberz durchforschte er für die Germania Sacra Schweizer Archive. In Gurtweil beschäftigte er sich vor allem mit Geschichtsforschung und Geschichtsschreibung, es sind von ihm Handschriften zur Geschichte von Berau, Bürgeln und St. Blasien überliefert, hier insbesondere die Bestandsaufnahme von 1736 bis 1756: Ortus et occasus monasterii s. Blasii des zu seiner Zeit niedergelegten mittelalterlichen Klosters. Überliefert sind auch Berichte, etwa von seiner Teilnahme bei einem Abendessen, wobei der Abt Franz II. Schächtelin mit dem Baumeister Johann Michael Beer von Bleichten den Neubau des Klosters besprach.